# Полит-Десанчич, Михайло
Михайло Полит-Десанчич (серб. Михаило Полит-Десанчић; 15 апреля 1833, Нови-Сад — 30 марта 1920, Тимишоара) — сербский политик, общественный деятель, журналист, писатель
,  драматург, адвокат и публицист.
Член Сербского учёного общества (Srpsko učeno društvo) и Сербской королевской академии (Srpska kraljevska akademija), предшественников нынешней Сербской академии наук и искусств.

## Биография
Аромунского происхождения.
Изучал право в университетах Вены и Парижа, с 1861 года — доктор права.
Живя в Загреб, был в 1861—1868 годах (с перерывами) депутатом хорватского
Сабора. В 1873—1884 и 1906—1913 годах (с перерывами) избирался депутатом от Воеводины в венгерский парламент, где выражал интересы зажиточной сербской буржуазии Воеводины.
Разделял политические взгляды И. Ю. Штросмайера о необходимости сотрудничества сербов и хорватов, был умеренным сторонником взглядов С. Милетича. К решению т. н. Восточного вопроса подходил с позиций русского панславизма, ориентируясь вместе с тем на поддержку и вмешательство западно-европейской дипломатии. В своей политике не принимал в расчёт национально-освободительное движение южных славян.

## Избранные публикации
- Вереника Црногорка («Черногорская невеста», 1863 г.),
- Историческая драма «Бранивой князь Захумский» («Принц Бранивой из Захумля», 1868 г.),
- рассказ о путешествиях «Путне успомэне» («Путевые сувениры»),
- книги воспоминаний «Како сам свой век провео» («Как я прошёл через мой век», «Успомена из 1848—1849» («Воспоминания 1848—1849»), «Покойницы» («Умершие») и четыре книги «Беседе» («Слова»).